# Miklóstelep megállóhely
Miklóstelep megállóhely egy Bács-Kiskun vármegyei vasúti megállóhely Kecskemét településen, a MÁV üzemeltetésében. A névadó külterületi városrész, Miklóstelep északkeleti szélén helyezkedik el, közúti elérését az 5218-as útból kiágazó 52 319-es számú mellékút biztosítja.

## Története
A megállóhely 1905-ben nyílt meg a Lajosmizse–Kecskemét-vasútvonal részeként. A környékbeli megállóhelyektől eltérően Miklóstelep reprezentatív felvételi épületet kapott. Ennek oka az volt, hogy Miklóstelepen a második világháború előtti időben egy tehetős gazda-katona-politikus, Héjjas Iván élt. Igényei kielégítésére épült a miklóstelepi vasútállomás. A felvételi épületben a szokásos szolgálati lakás és forgalmi iroda mellett két váróterem is létesült, az egyik a környékbeli utasok számára, míg a másik (a kisebb) az ő személyes használatára. A második világháború után a miklóstelepi lakásból lett a szőlészeti kutatóintézet. A megállóhelyet később egy rakodóvágánnyal toldották meg, amely a szomszédos sertéstartó telepet szolgálta ki. A rakodóvágány mellett fedett állatrakodót és a kukorica fogadására nagy méretű górékat is építettek. A rakodóhelyet az 1970-es évek végén felszámolták, azóta a megálló csak a személyforgalmat szolgálja. 1995-től a felvételi épületet egy vállalkozás bérli telephelyként. Jelenlegi állapotába 1998-ba került (külső festés és tetőszerkezet megerősítése).[forrás?]

## Vasútvonalak
A megállóhelyet az alábbi vasútvonalak érintik:
- Budapest–Kecskemét-vasútvonal

## Kapcsolódó állomások
A megállóhelyhez az alábbi állomások vannak a legközelebb:
- Úrihegy megállóhely (Budapest–Kecskemét-vasútvonal)
- Kecskemét-Máriaváros megállóhely (Budapest–Kecskemét-vasútvonal)

## Megközelítése  tömegközlekedéssel
- Busz:  15, 15D, 19, 29

## Forgalom
| Járat | Útvonal | Gyakoriság                                   |
| ----- | --- | -------------------------------------------- |
| S21   | Budapest-Nyugati – Zugló – Kőbánya alsó – Kőbánya-Kispest – Kispest – Pestszentimre felső – Pestszentimre – Gyál felső – Gyál – Felsőpakony – Ócsa – Inárcs-Kakucs – Dabas – Gyón – Hernád – Örkény – Táborfalva – Felsőlajos – Lajosmizse – Lajosmizse alsó – Klábertelep – Felsőméntelek – Méntelek – Alsóméntelek – Nagynyír – Hetényegyháza – Úrihegy – Miklóstelep – Kecskemét-Máriaváros – Kecskemét alsó – Kecskemét | Hétvégén 3 Budapest felé és 4 Kecskemét felé |
| S210  | (Táborfalva → Felsőlajos →) Lajosmizse – Lajosmizse alsó – Klábertelep – Felsőméntelek – Méntelek – Alsóméntelek – Nagynyír – Hetényegyháza – Úrihegy – Miklóstelep – Kecskemét-Máriaváros – Kecskemét alsó – Kecskemét | Munkanapokon napi 2 pár                      |
| S210  | Hetényegyháza – Úrihegy – Miklóstelep – Kecskemét-Máriaváros – Kecskemét alsó – Kecskemét | Munkanapokon 9 pár                           |